# Наталія Кіллс
Наталія Кіллс (англ. Natalia Kills; 15 серпня 1986, Бредфорд, Велика Британія) — англійська співачка, авторка пісень, акторка, продюсерка, режисерка і сценаристка. Її мати, Неомі Керрі-Фішер, уродженка Уругваю, а батько, Едвард Фішер,  родом з Ямайки.

## Біографія
Своє дитинство Наталія провела в Лондоні і Барселоні поруч зі своїми бабусею та дідусем Ноемі і Фредом Кеері, навчалася в йоркширському коледжі музики та драми.
У віці семи років Наталія дебютувала в англійському телевізійному шоу «New Voices». У неї була постійна роль в комедії «Всі про мене», а також у драматичному шоу на радіо BBC. В цей час вона починає писати свої перші пісні, які стали саундтреком до багатьох радіо і телешоу. У 2003 році Наталія підписала свій перший контракт із звукозаписною компанією і в 2005 році випустила свій перший сингл «Don't Play Nice», який досяг 11 сходинки в національному чарті Великої Британії.

## Музична кар'єра
У 2008 році Наталія для продовження своєї творчої кар'єри переїжджає до Лос-Анджелеса, США. У січні її демо-треки займають перше місце в популярній соціальній мережі MySpace серед непідписаних артистів. У травні Наталю помітив знаменитий учасник групи The Black Eyed Peas і продюсер Will.i.am. У листопаді 2008 року вона підписала контракт з великим музичним лейблом Interscope. 29 жовтня 2009 був офіційно представлений сингл ZOMBIE під новим сценічним ім'ям Natalia Kills, який найбільше ясно відображає її характер. Сценічний псевдонім був придуманий музичним продюсером Мартіном Кірзенбаумом, який відповідальний за всесвітній успіх Lady GaGa та інші успішні проекти лейблу Interscope.

## Дискографія
- Perfectionist (2011)
- Trouble (2012)